# Riistavesi
Riistavesi est une  ancienne municipalité de Savonie du Nord en Finlande.

## Histoire
Le 1er janvier 1973, Riistavesi est absorbée par Kuopio.
Au 1er janvier 1972, la superficie de Riistavesi était de 201,5 km2 et au 31 janvier 1972 elle comptait 2 147 habitants.
Conçue par Eino Pitkänen et Harry W. Schreck, l'église de Riistavesi est construite en 1934 au bord de la route Kuopio–Joensuu.